# Heinrich Siegler von Eberswald
Pour les articles homonymes, voir Siegler.
Heinrich, baron Siegler von Eberswald (1776, Fulda - 22 mars 1862, Gratz) est un général autrichien.

## Biographie
D'une ancienne famille noble de Rhénanie, il entra dans la carrière des armes à l'âge de quinze ans comme cadet au 7e régiment d'infanterie impériale Karl Schroeder.
Sous-lieutenant en 1800, il est fait prisonnier de guerre lors de la bataille de Hohenlinden.
Promu lieutenant, il servit un temps dans la Légion tchèque de l'archiduc Charles.
En 1809, passé capitaine, il se distingue au commandement de ses hommes lors de la bataille d'Ebersberg, ainsi qu'à la bataille de Wagram.
Il reçoit la croix de chevalier de l'Ordre militaire de Marie-Thérèse en 1810.
Passé major, il est nommé commandant du 27e régiment d'infanterie.
En 1816, il est compris dans la pairie héréditaire avec le prédicat von Eberswald.
Il termina sa carrière avec le grade de général-major.
Siegler avait épousé le 2 février 1816 la baronne Franziska von Brabeck (1792-1860). De ce mariage est née une fille, Marie Franziska (1835), qui épousa le baron Johann Victor Jordis von Lohausen, délégué provincial de la Vérone.